# Rue Arthur-Groussier
La rue Arthur-Groussier est une voie du 10e arrondissement de Paris, en France.

## Situation et accès

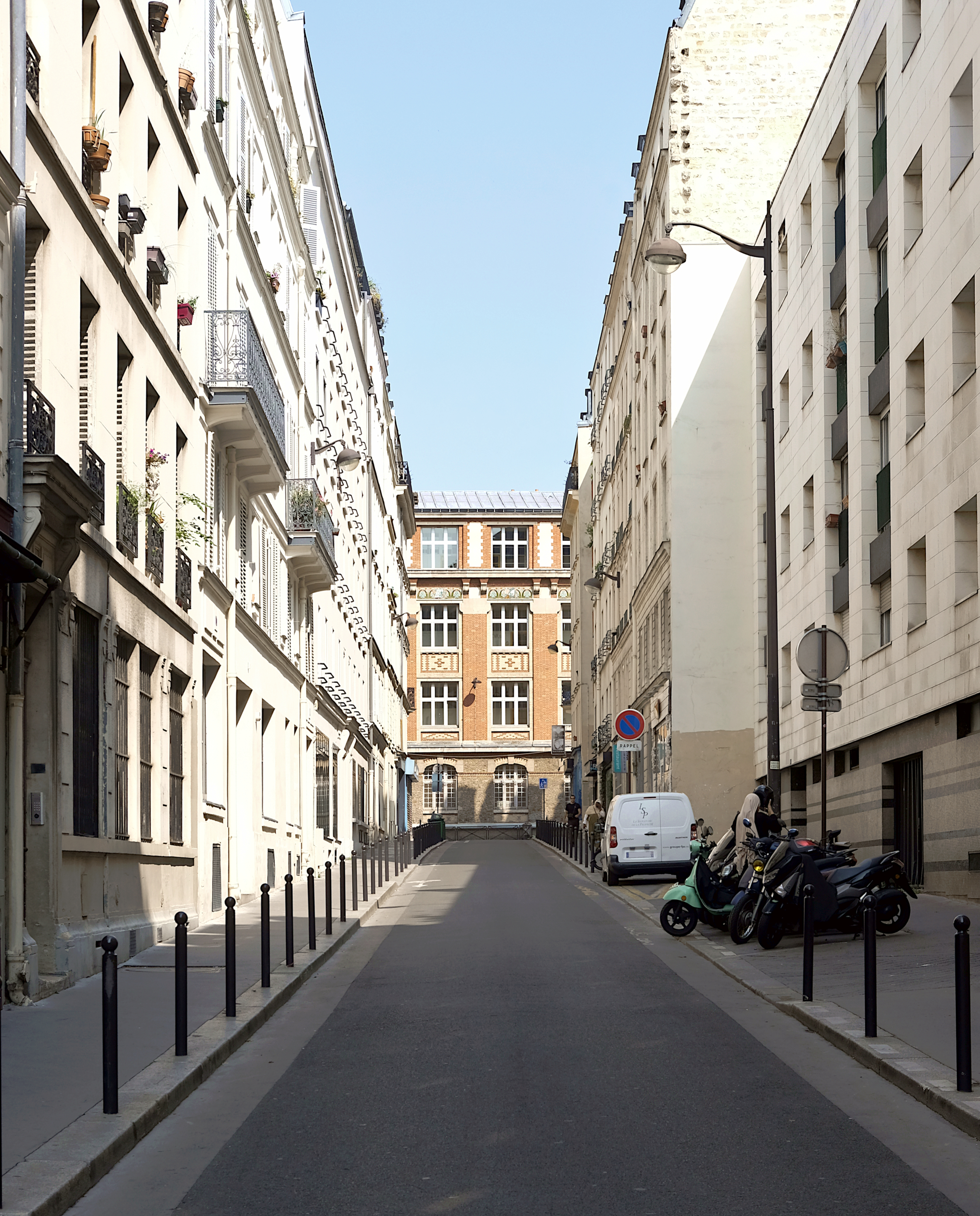
La rue vue en direction de la rue Saint-Maur (août 2024).

La rue Arthur-Groussier est une voie publique située dans le 10e arrondissement de Paris. Elle débute au 168, avenue Parmentier et se termine au 203, rue Saint-Maur.

## Origine du nom

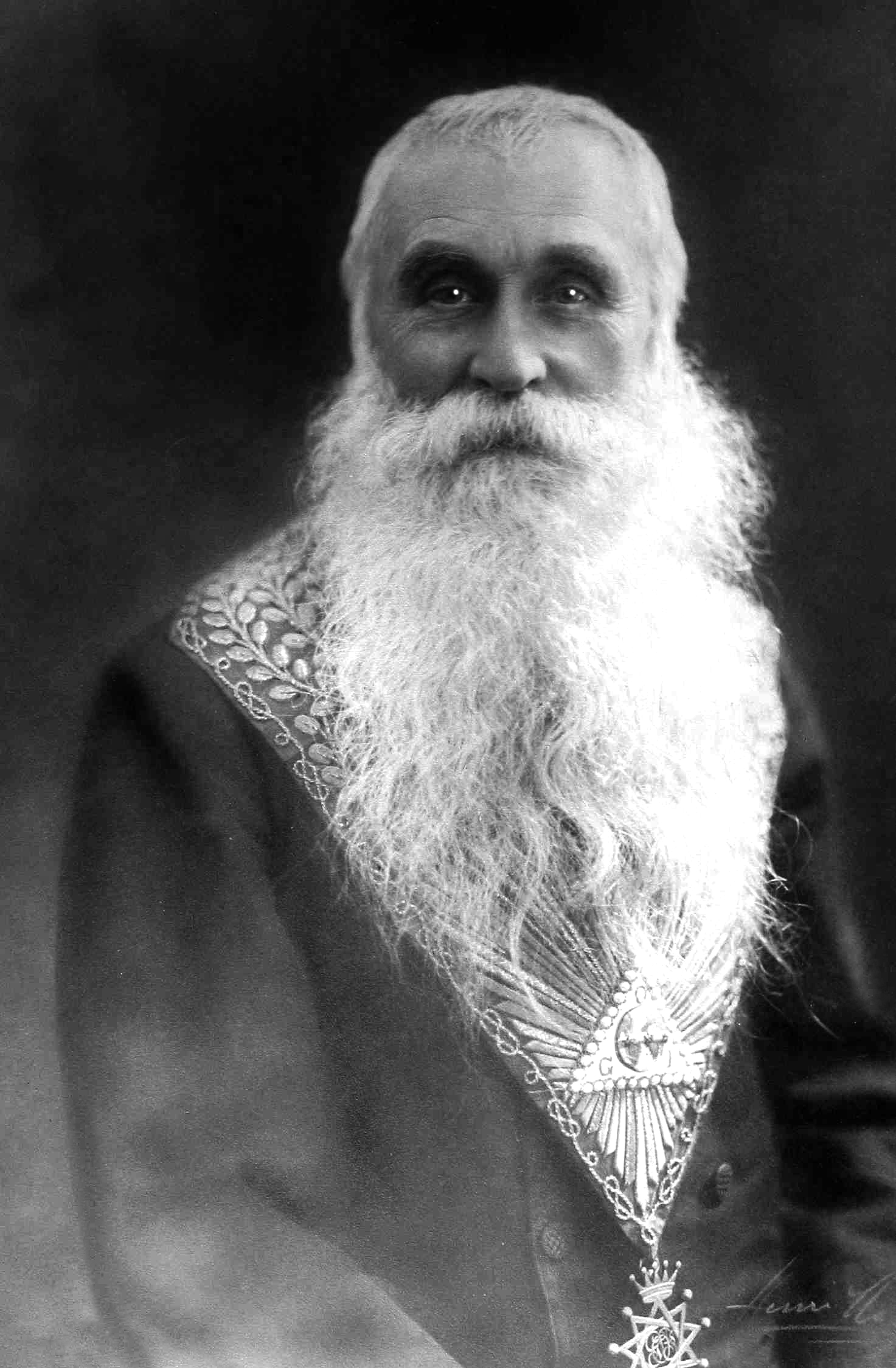
Arthur Groussier.

Cette voie est nommée en l'honneur d'Arthur Groussier (1863-1957), député socialiste, syndicaliste et Grand Maître du Grand Orient de France.

## Historique
Ouverte avant 1878, sous le nom de « passage Parmentier », elle prend le nom de « rue Parmentier » avant de prendre sa dénomination actuelle le 18 mars 1965.

## Bâtiments remarquables et lieux de mémoire

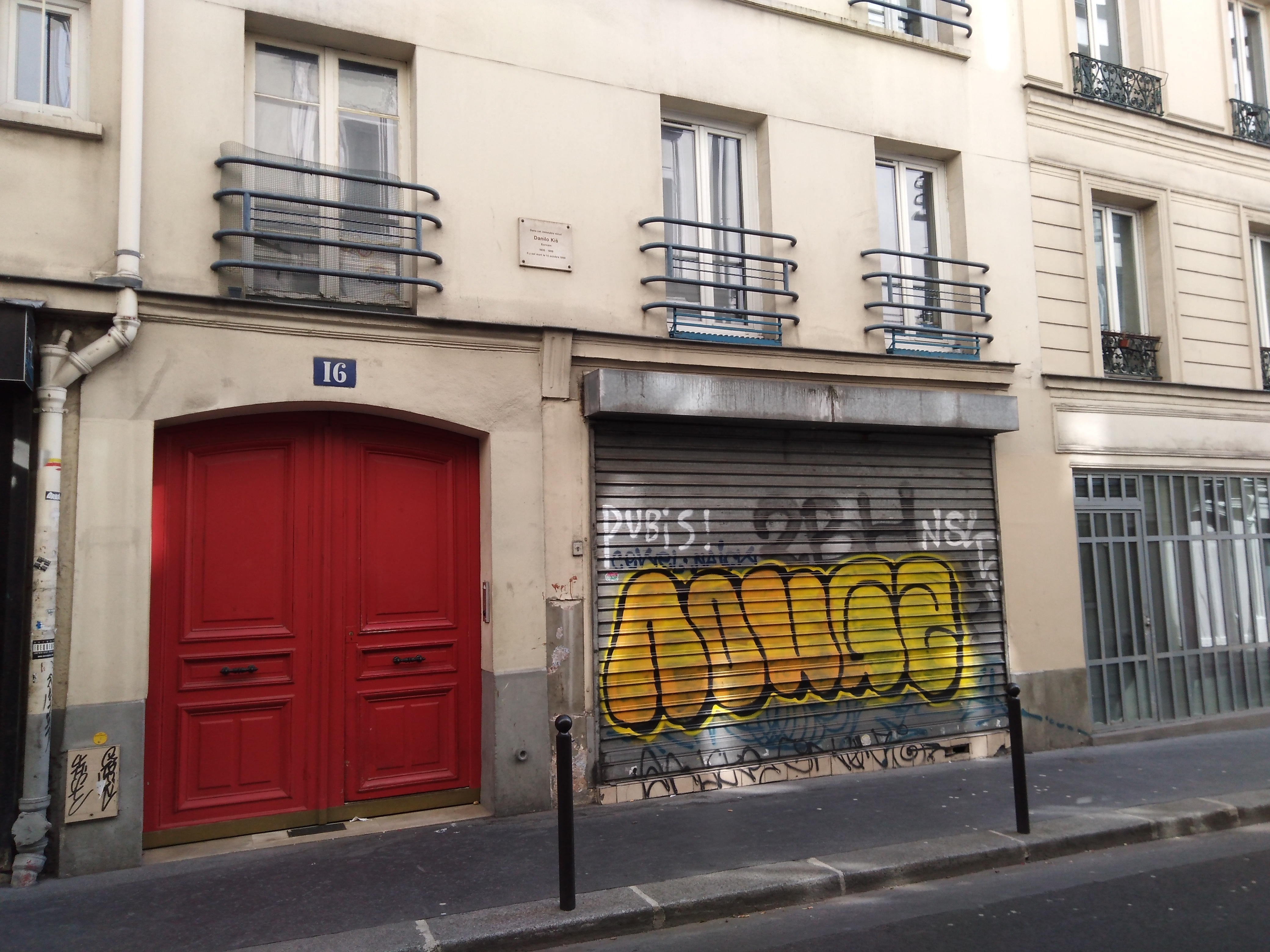
No 16.

- No 16 : l'écrivain serbe Danilo Kiš (1935-1989) y demeure de 1979 à sa mort, comme le signale une plaque en façade[1].